# Братолюбовський елеватор

Братолюбівський елеватор є дочірнім підприємством ДАК «Хліб України».

## З історії
Здавна на багатих гумусом степових перелогових (цілинних) землях Херсонщини (нині тут зонально визначено декілька різновидів чорноземів) селилися люди, вирощуючи хліб.
У середині XVIII століття цей край зазнав економічного піднесення, завдячуючи реалізації мудрої політики славного державника, останнього Кошового отамана Запорозької Січі Петра Калнишевського, який запроваджував тут хутірське господарство (за типом сучасного фермерства), «заводя собственное хлебопашество», чим викликав найлютіший гнів імператриці Катерини ІІ.
На початку XX століття руйнівним буревієм пронеслися над Херсонщиною революційні події, австро-угорська окупація та громадянська війна.
Тамтешні архіви вберегли для сучасників доволі цікаві документи. Приміром, 22 серпня 1918 року Херсонська митниця повідомляла «нагору» про пограбування краю, тобто вивезення морським шляхом – баржами та пароплавами німецько-австро-угорськими військами сотень пудів пшениці, ячменю та інших зернових культур. Не менше окупанти вилучили й борошна та іншого продовольства.
З іншого документу стає зрозумілою й наступна загальна політика держави на початку 30-х років XX століття, суть якої полягала у скороченні постачання хлібопродукцією навіть до промислових регіонів. Натомість ці ж архівні документи засвідчують вжиття крайніх заходів, а саме: виселення осіб, які не виконали плану хлібозаготівель. Майно селян після експропріації описувалося, у дорогу вигнанцям з собою дозволялося брати «сухарів чи пічного хліба з розрахунку 200 грамів на їдока на 10 діб їзди залізницею…».
Ще з одного розсекреченого документа (резолюція пленуму ЦК КП(б)У від 7 лютого 1933 р.) видно, що центральна влада – вкрай не задоволена підсумками хлібозаготівель в Україні, бо парторганізації «не достатньо пильні, прогледіли й вчасно не викрили маневрів класового ворога – куркуля, петлюрівця, махновця, … не викрили куркульських хитрощів у боротьбі проти хлібозаготівель».
Ось у таких умовах нова розпочиналася битва за головний продовольчий ресурс – за зерно. Першочерговим постало завдання: упорядкувати хлібозаготівлі шляхом створення в Україні мережі хлібоприймальних пунктів «Заготзерно», на базі яких на початку 50-х років XX століття почали організовуватися хлібоприймальні підприємства та елеватори.
Саме у цей час, у 1952 році і було засноване Братолюбівське хлібоприймальне підприємство.
Після введення в дію (1977 р.) новозбудованого елеватора загальною потужністю 149, 3 тис. тонн підприємство перейменовується у «Братолюбівський елеватор»,   
З 1997 року підприємство «Братолюбівський елеватор» як Дочірнє підприємство Державної Акціонерної Компанії «Хліб України» є її структурним підрозділом виробничого призначення.

## Сучасні дні
Нині виробнича потужність елеватора становить — 187,7 тис. тонн. Основний вид відвантаження — залізничний. Приймання на добу з:
- автомобільного транспорту — 2, 5 тис. тонн;
- залізничного транспорту — 0, 9 тис. тонн.

Відвантаження на добу на:
- автомобільний транспорт — 2, 0 тис. тонн;
- залізничний транспорт — 0, 7 тис. тонн.

Технологічні процеси на підприємстві — механізовані. Лабораторія оснащена сучасним обладнанням, Запроваджено комп'ютеризовану систему температурного контролю.